# Ingrid Thelander
Anna Ingrid Thelander, född 4 juli 1914 i Delsbo, död 15 maj 2014 i Stockholm, var en svensk målare och diktare.
Hon var dotter till länsläkaren Levin Reinhold Thelander och Signe Augusta Elisabet Lundell. Familjen flyttade 1917 till Unnaryd i Småland  där Ingrid Thelander växte upp. Thelander studerade vid Slöjdföreningens skola 1936 och Valands målarskola 1937–1940. Hon arbetade därefter en period för Halmstadgruppens ledare Egon Östlund innan hon fortsatte sina studier vid Grünewalds målarskola i Stockholm 1942–1944 och en kortare tid kroki vid Konsthögskolan. Hon flyttade till en isolerad trakt på Fårö 1947 där hon kunde hämta sina motiv från ilandspolade vrakfragment och raukformationer och tre år senare flyttade hon vidare till Lauters fiskeläge där hon träffade sin livskamrat vågmästaren och fiskaren Arvid Hammarström. Miljön i Lauter kom att betyda mycket för hennes konst med jorden, havet, himlen, raukarna och de äldre fiskebodarna i miljön, och detta avspeglas i hennes konst. Hon medverkade i Anders Wahlgrens dokumentärfilm Staden i mitt hjärta 1992 och SVT2 visade 2002 en dokumentärfilm om hennes diktning och konst. I konstrecensioner jämfördes hon ofta med storheter som Matisse och Miró.
Separat ställde hon bland annat ut på Lilla Paviljongen i Stockholm 1956. Tillsammans med Gun Setterdahl ställde hon ut på Borås konstmuseum samt tillsammans med Britt Lundholm Reutersvärd och Carl-Axel Lunding på Uppsala konsthall samt tillsammans med fotografen Lennart af Petersens ställde hon ut i Visby. Hon medverkade Göteborgs konstförenings Decemberutställning på Göteborgs konsthall, Smålandskonstnärers utställning i Falsterbo och utställningen Konstnärer på Söder som visades på Stockholms stadsmuseum samt i ett flertal vandringsutställningar i Syd- och Mellansverige. Hennes konst består av stilleben, blommor, landskap, med motiv från Fårö, Gotland och Västkusten huvudsakligen utförda i pastell eller akvarell.